# غويلرمو كوبيوس
غويلرمو كوبيوس (بالإسبانية: Guillermo Cubillos)‏ هو لاعب كرة قدم تشيلي في مركز ظهير ‏، ولد في 14 يناير 1995 في رانكاغوا في تشيلي. لعب مع نادي أوهيجينس.

## وصلات خارجية
- غويلرمو كوبيوس على موقع قاعدة بيانات كرة القدم.إي يو (الإنجليزية)
- غويلرمو كوبيوس على موقع Soccerway.com (الإنجليزية)
- غويلرمو كوبيوس على موقع AS.com (الإسبانية)